# Juliano Mineiro Fernandes
Juliano Mineiro Fernandes, ou simplesmente Juliano (Rio de janeiro, 14 de fevereiro de 1986), é um ex-futebolista brasileiro que atuava como meio-campista.

## Carreira
Começou a jogar nas divisões de base do Fluminense, onde subiu para a equipe profissional em 2003. Ainda em 2003, foi campeão mundial sub-17 pelo Brasil vencendo a Espanha de David Silva e Fábregas.
No Fluminense fez 23 jogos e marcou 3 gols entre 2003 e 2005. Porém, sem espaço, foi emprestado ao Juventude em 2005, e depois ao Náutico em 2007.
Em 2008, o Nacional de Portugal comprou seu passe. No começo, se destacou, mas em 2009 perdeu espaço e foi emprestado ao Bahia, retornou ao fim do empréstimo e ao final da temporada repassado ao clube saudita Najran FC, para finalmente regressar ao Nacional na temporada 2011/2012. "Fico feliz em voltar e finalmente ter a chance de alavancar no Nacional, tenho um imenso prazer de vestir esta camisola. Estou a somar, mas farei o meu melhor para ter minhas oportunidades e conquistar meu espaço", disse após retorno.
Em 2014, atuou pelo Clube Metropolitano, onde foi destaque do líder da primeira fase do Campeonato Catarinense. Em abril do mesmo ano, foi contratado pelo Paraná Clube.
Teve uma boa passagem na Tailândia e virou ídolo do Chonburi FC, que ajudou a conquistar um vice-campeonato da liga local e a conseguir uma vaga na Liga dos Campeões da Ásia.
No início de 2016, acertou sua ida do Chonburi para o Kashiwa Reysol, do Japão, com contrato válido por uma temporada.

## Títulos
Seleção Brasileira
- Campeonato Mundial Sub-17: 2003